# Liste des lieux patrimoniaux de Battleford
Cet article recense les lieux patrimoniaux de Battleford inscrits au répertoire des lieux patrimoniaux du Canada, qu'ils soient de niveau provincial, fédéral ou municipal.
Pour le reste de la province, voir Liste des lieux patrimoniaux de la Saskatchewan.

## Liste
| [ 1 ] | Lieu patrimonial                                       | Illustration                                           | Adresse                  | Coordonnées      | No    | Constr. | Prot.                                | Rec. | Notes |
| ----- | ------------------------------------------------------ | ------------------------------------------------------ | ------------------------ | ---------------- | ----- | ------- | ------------------------------------ | ---- | ----- |
| P     | Battleford Land Registry Office                        | Téléverser                                             | Government Ridge         | 52.7146 -108.315 | 2216  | 1878    | Provincial Heritage Property         | 1983 |       |
| F     | Caserne no 5                                           | Téléverser                                             |                          | 52.7257 -108.297 | 9830  | 1886    | Recognized Federal Heritage Building | 1990 |       |
| F     | Corps de garde                                         | Téléverser                                             |                          | 52.7257 -108.297 | 9841  | 1887    | Recognized Federal Heritage Building | 1990 |       |
| M     | District Court House                                   | District Court House                                   | 291 23rd Street W        | 52.7372 -108.311 | 6817  | 1909    | Municipal Heritage Property          | 1982 |       |
| M     | Former Bank of Montreal Building                       | Téléverser                                             | 201 22nd Street W        | 52.7363 -108.309 | 2307  | 1916    | Municipal Heritage Property          | 1981 |       |
| M     | Former Land Titles Building                            | Téléverser                                             | 291 23rd Street E        | 52.7372 -108.311 | 3314  | 1908    | Municipal Heritage Property          | 1982 |       |
| M     | Fred Light Museum                                      | Téléverser                                             | 11 20th Street E         | 52.7341 -108.302 | 6818  | 1911    | Municipal Heritage Property          | 1982 |       |
| M     | Gardiner Church                                        | Téléverser                                             | 131-20th Street West     | 52.7289 -108.306 | 6824  | 1886    | Municipal Heritage Property          | 1982 |       |
| P     | Government House, Battleford                           | Government House, Battleford                           | Government Ridge         | 52.7121 -108.308 | 2916  | 1877    | Provincial Heritage Property         | 1984 |       |
| F     | Ancien hôtel du Gouverneur / Scolasticat Saint-Charles | Ancien hôtel du Gouverneur / Scolasticat Saint-Charles | 52 7th Street West       | 52.741 -108.316  | 7644  | 1879    | LHN                                  | 1973 |       |
| F     | Lieu historique national du Canada du Fort-Battleford  | Téléverser                                             | Central Ave. - PO Box 70 | 52.7272 -108.297 | 7611  | 1876    | National Historic Site of Canada     | 1923 |       |
| F     | Palais de justice de-Battleford                        | Palais de justice de-Battleford                        | 291 23rd Street          | 52.7371 -108.31  | 7384  | 1909    | LHN                                  | 1980 |       |
| F     | Logement des officiers                                 | Téléverser                                             |                          | 52.7265 -108.294 | 10679 | 1886    | Recognized Federal Heritage Building | 1990 |       |
| F     | Résidence du commandant                                | Téléverser                                             |                          | 49.5645 -109.889 | 16130 | 1876    | Classified Federal Heritage Building | 1990 |       |
| M     | St. Vital Church                                       | Téléverser                                             | 20th Street              | 52.7346 -108.301 | 6820  | 1883    | Municipal Heritage Property          | 1985 |       |
| M     | The Station Building                                   | Téléverser                                             | 92 22nd Street W         | 52.7366 -108.305 | 1530  | 1907    | Municipal Heritage Property          | 1981 |       |
| M     | Town Hall / Opera House                                | Téléverser                                             | 91 24th Street SW        | 52.7374 -108.305 | 6826  | 1912    | Municipal Heritage Property          | 1982 |       |
| F     | Écurie des chevaux malades                             | Téléverser                                             |                          | 52.726 -108.295  | 9948  | 1898    | Recognized Federal Heritage Building | 1990 |       |